# 横田茂業
横田 茂業（よこた よししげ）は、戦国時代の武将。下野宇都宮氏の家臣。

## 略歴
横田綱邑の四男。
天文18年（1549年）、喜連川五月女坂の戦いで宇都宮尚綱に従い那須高資と戦い討ち死にした。
茂業含め横田五兄弟が戦死したのちの横田氏は末弟の綱久が継ぎ、その後も横田氏は宇都宮一門として宗家宇都宮氏に仕えた。しかし、慶長元年（1596）十月、宇都宮国綱が豊臣秀吉によって所領没収の憂き目にあうと、横田一族は佐竹氏に仕える者、武士を捨てて帰農する者とに分かれたといわれる。